# Mojàiskoie
Mojàiskoie - Можайское (rus) - és un poble de l'óblast de Bélgorod, a Rússia. El 2010 tenia 118 habitants. Pertany al districte (raion) de Novi Oskol.